# بخش رادیشچفسکی
بخش رادیشچفسکی (به لاتین: Radishchevsky District) یک منطقهٔ مسکونی در روسیه است که در استان اولیانوفسک واقع شده‌است.